# El valle del Arco Iris
El Valle del Arco Iris (título original: Rainbow Valley) es el séptimo libro de la serie de Ana de las Tejas Verdes, escrito por la autora canadiense Lucy Maud Montgomery.
El libro está dedicado a: "A la memoria de Goodwin Lapp, Robert Brookes y Morley Shier, que hicieron un supremo sacrificio para que los valles felices de su tierra natal no fueran hollados por la planta sacrílega del invasor", refiriéndose a la Primera Guerra Mundial, que será el eje central de la siguiente y última novela de la serie.

## Argumento
Ana Shirley, la protagonista de la serie, es desde hace más de quince años Ana Blythe, casada con el amor de su juventud, el médico Gilbert Blythe, viven en Ingleside, una gran casa en Glen St. Mary, en la Isla del Príncipe Eduardo. La pareja tiene seis hijos: Jem, Walter, las mellizas Nan y Di, Shirley y la pequeña Rilla.
De vuelta de un viaje durante tres meses, junto a Gilbert por Europa, Ana es puesta al corriente de todos los chismes y sucesos que han ocurrido durante su ausencia, entre ellos, la llegada a Glen St. Mary del nuevo Pastor presbiteriano, John Meredith, un viudo atractivo y despistado, padre de cuatro niños, Jerry, Faith, Una y Carl. Sin madre y con un padre demasiado indulgente, los niños de la rectoría serán la comidilla de la pequeña población de Glen, debido a su rebeldía y ausencia de una educación y modales apropiados.
Sin embargo, los hijos del pastor son en realidad unos niños de buen corazón, que pronto encajarán con los hijos de Ana, con quienes se encontrarán en el Valle del Arco Iris, un pequeño valle cerca de Ingleside a donde los Blythe suelen ir a jugar. La última en sumarse a la pandilla será la dicharachera y espabilada Mary Vance, una niña que ha huido del orfanato y a quien los hijos del Pastor deciden dar cobijo en su casa. Pronto la pandilla será uña y carne, tendrán que intentarán salvar a Mary Vance de volver al orfanato o impedir que la mascota de Faith (un gallo) acabe en la cazuela.
Mientras tanto John Meredith se enamorará de una de las habitantes de Glen, Rosemary West, quien debido a una promesa que realizó hace años a Ellen, su hermana; deberá decidir que es más importante para ella, si Ellen o la posibilidad de ser feliz junto a John Meredith.